# Copitarsia naenioides
Copitarsia naenioides là một loài bướm đêm trong họ Noctuidae.